# Szczekociny
Szczekociny je město v jižním Polsku ve Slezském vojvodství v okrese Zawiercie, ležící na řece Pilici v historickém Malopolsku. Je centrem městsko-vesnické gminy Szczekociny. V roce 2023 zde žilo 3 329 obyvatel.

## Partnerská města
- Adony, Maďarsko
- Jelšava, Slovensko